# Flygtningeskibet M/S Anton
Flygtningeskibet M/S Anton er en happening af den danske kunstner Jens Galschiøt og organisationen Levende Hav. Happeningen består af fiskekutteren M/S Anton, hvor der er placeret 70 kobberskulpturer. Disse kobberskulpturer forestiller 70 flygtninge af forskellig nationalitet og oprindelse. Projektet har fået støtte fra Projektrådgivningen, som er en sammenslutning af mere end 250 NGO’er, Udenrigsministeriet, Europanævnet i Danmark og flere kommuner og turistforeninger.

## Overblik
Flygtningeskibet M/S Anton består af 70 kobberskulpturer. Skulpturerne forestiller mennesker fra forskellige nationaliteter, som er flygtninge. Flygtningene er en buste, som er fastsat på en stang. Disse stænger er fastsat på dækket. Flygtningene er i forskellig størrelse fra 1,5 til 2,5 meters højde med tøj. De står tæt pakket på dækket på en fiskekutter. Flygtningeskibet sætter fokus på at realisere kampagnen omkring FN's fattigdomsbekæmpelsesmål.

## Turneer
Flygtningeskibet M/S ANTON har været på turne i mange forskellige havnebyer i Danmark og udlandet. Flygtningeskibet M/S Antons første turne startede i Randers i Danmark d. 20. august 2010, hvor skibet lå i havnen indtil d. 23. august 2010. Dernæst fortsatte skulpturen rundt videre rundt i Danmark, hvor den bl.a. var i Holbæk, Århus og Haderslev. Turneen stoppede i Nyhavn i København d. 5-15 maj 2011, hvor den lå udenfor Aftenshowets bygning.
I 2011 startede skibets turne i Nyhavn, hvor den også sluttede. Denne turne omfattede 13 danske havne.
I 2012 besøgte flygtningeskibet bl.a. Stavanger i Norge, Stockholm og Flensborg. Flygtningeskibet deltog i Folkemødet på Bornholm fra d. 13.-22. juni 2012. I 2013 besøgte flygtningeskibet 6 havne i Tyskland og en snes havne i Danmark. I 2014 besøgte flygtningeskibet både danske og tyske byer.

## Besøgte byer i forbindelse med turneer
- Flygtningeskibet M/S Anton i ÅrhusRanders[8]
- København[9]
- Odense[10]
- Allinge[11][12]
- Holbæk[13]
- Assens[14]
- Svendborg[15]
- Aalborg[16]
- Thisted[17]
- Ringkøbing[18]
- Korsør[19]
- Hirtshals[20]
- Anholt[20]

## Tyverier
Gennem de forskellige turneer har skulpturer fra happeningen været stjålet. Ifølge Jens Galschiøt forsvandt der en skulptur i Randers eller Holbæk i september 2010. Den stjålne skulptur har en værdi på 35.000 kr. Ifølge skipperen Knud Andersen blev tyveriet først opdaget, da skibet lagde til i Århus. Jens Galschiøt og organisationen Levende hav søgte efter skulpturen, men de fandt ikke skulpturen. 
Ifølge kunstneren er der yderligere blevet stjålet en skulptur i Svendborg. Denne stjålne skulptur havde en værdi på 39.000 kr. Ifølge skipperen Knud Andersen blev skulpturen først opdaget, da Flygtningeskibet ankom til Kerteminde. Jens Galschiøt og organisationen Levende hav søgte også efter denne skulptur, men de fandt ikke skulpturen.